# HD 20644
HD 20644 är en misstänkt dubbelstjärna belägen i den norra delen av stjärnbilden Väduren. Den har en skenbar magnitud av ca 4,47 och är svagt synlig för blotta ögat där ljusföroreningar ej förekommer. Baserat på parallaxmätning inom Hipparcosuppdraget  på ca 6,0 mas, beräknas den befinna sig på ett avstånd på ca 540 ljusår (ca 166 parsek) från solen. Den rör sig närmare solen med en heliocentrisk radialhastighet på ca -3 km/s.

## Egenskaper
Primärstjärnan HD 20644 A är en orange till gul jättestjärna av spektralklass K3 IIIa Ba0.5. där suffixnoten anger att den är en mild bariumstjärna. Den har en massa som är ca 3 solmassor, en radie som är ca 75 solradier och har ca 1 290 gånger solens utstrålning av energi från dess fotosfär vid en effektiv temperatur av ca 4 000 K.
Stjärnans atmosfär är berikad med s-processelement, som kan antas ha överförts från vad som nu är en följeslagare i form av en vit dvärg,  när den utvecklades på den asymptotiska jättegrenen (AGB). Alternativt kan stjärnan själv vara på AGB.